# Myricomyia mediterranea
Myricomyia mediterranea är en tvåvingeart som först beskrevs av Hugh Low 1885.  Myricomyia mediterranea ingår i släktet Myricomyia och familjen gallmyggor. Inga underarter finns listade i Catalogue of Life.